# Kakan
Kakan – bezludna wyspa w Chorwacji, na Morzu Adriatyckim. Jest częścią Archipelagu Szybenickiego.
Jest położona pomiędzy wyspami Kaprije i Žirje. Zajmuje powierzchnię 3,39 km², a jej wymiary to 5,7 x 1,1 km. Jest zbudowana z wapienia. Długość linii brzegowej to 14,3 km. U wybrzeży Kakanu położone są wysepki Veli i Mali Borovnjak, Veli i Mali Kamešnjak oraz Mala Mara. Wyspa porośnięta jest trawą i niskimi krzewami.